# Giuseppe Ravano
Giuseppe Ravano (Rapallo 5 februari 1943) is een voormalig Italiaans ruiter. Hij nam als ruiter deel aan eventing. Ravano was onderdeel van het Italiaanse team dat de gouden medaille in de landenwedstrijd eventing tijdens de Olympische Zomerspelen 1964.

## Resultaten
- Olympische Zomerspelen 1964 in Tokio 14e individueel eventing met Royal Love
- Olympische Zomerspelen 1964 in Tokio  landenwedstrijd eventing met Royal Love
- Olympische Zomerspelen 1968 in Mexico-Stad uitgevallen individueel eventing met Lord Jim
- Olympische Zomerspelen 1968 in Mexico-Stad uitgevallen landenwedstrijd eventing met Lord Jim

1912: Nordlander, Adlercreutz, Casparsson,  Horn af Åminne ·
1920: Mörner, Lundström, von Braun,  Dyrsch ·
1924: Van der Voort van Zijp, Pahud de Mortanges, De Kruijff,  Colenbrander ·
1928: Pahud de Mortanges, De Kruijff, Van der Voort van Zijp ·
1932: Thomson, Chamberlin, Argo ·
1936: Stubbendorf, Lippert, von Wangenheim ·
1948: Henry, Anderson, Thomson ·
1952: von Blixen-Finecke, Stahre, Frölén ·
1956: Weldon, Rook, Hill ·
1960: Morgan, Lavis, Roycroft ·
1964: Checcoli, Angioni, Ravano ·
1968: Allhusen, Meade, Jones ·
1972: Meade, Gordon-Watson, Parker, Phillips ·
1976: Coffin, Plumb, Davidson, Tauskey ·
1980: Blinov, Salnikov, Volkov, Rogosjin ·
1984: Plumb, Stives, Fleischmann, Davidson ·
1988: Erhorn, Baumann, Kaspareit, Ehrenbrink ·
1992: Green, Rolton, Hoy, Ryan ·
1996: Schaeffer, Rolton, Hoy, Dutton ·
2000: Dutton, Hoy, Tinney, Ryan ·
2004: Boiteau, Lyard, Courrèges, Teulère, Touzaint ·
2008: Thomsen, Ostholt, Dibowski, Klimke, Romeike ·
2012: Auffarth, Jung, Klimke, Schrade, Thomsen ·
2016: Laghouag, Lemoine, Nicolas, Vallette ·
2020: Collett, McEwen, Townend ·
2024: Canter, Collett, McEwen